# Robert Bourne
Pour les articles homonymes, voir Bourne.
Robert Croft Bourne, né le 15 juillet 1888 à Londres et mort le 7 août 1938 à Strontian, est un homme politique et rameur olympique britannique.

## Biographie
Il est le fils de Gilbert Charles Bourne, professeur de zoologie à l'université d'Oxford et deux fois membre de l'équipe victorieuse d'Oxford à la célèbre Boat Race, la course d'aviron qui oppose les universités d'Oxford et de Cambridge, en 1882 et 1883. Robert Bourne est éduqué au collège d'Eton, où il est choisi comme membre du huit pour l'équipe d'aviron de l'école, et où il perd un œil durant un jeu de rounders. Étudiant au New College de l'université d'Oxford, il est chef de nage de l'équipe victorieuse de cette université à la Boat race en 1909, 1910, 1911 et 1912. Il est président du Oxford University Boat Club en 1911 et 1912. 
Le Royaume-Uni envoie deux équipes de huit aux épreuves d'aviron aux Jeux olympiques de 1912, à Stockholm : celle du Leander Club (représentant à cette occasion le Magdalen College d'Oxford) et celle du New College Boat Club, dont Robert Bourne est le chef de nage. Aux épreuves de huit, ce dernier et ses coéquipiers vainquent l'équipe norvégienne au premier tour, puis l'une des équipes suédoises en quart de finale. Le rapport officiel des Jeux écrit au sujet de cette course de quart de finale : « Le résultat de la course fut dû principalement à l'habileté de Robert Bourne, sa manière de rallier son équipage pour l'ultime poussée étant tout simplement magistrale. » Il n'y a que trois quarts de finale, et le hasard fait que l'équipe de New College se trouve sans adversaire pour sa demi-finale. Elle retrouve en finale ses compatriotes, le Leander Club ayant vaincu l'équipe berlinoise dans l'autre demi-finale. Robert Bourne et ses coéquipiers terminent la course en 6:19.2, battus par leurs compatriotes qui remportent l'épreuve en 6:15.7. La course est toutefois entachée d'une controverse : ayant été tirée au sort pour choisir leur piste, l'équipe de New College propose à l'équipe de Magdalen College de choisir, dans l'attente que leur esprit de gentlemen les amène à rendre ce choix à leurs adversaires. Le capitaine du Leander Club se saisit toutefois de cette occasion pour choisir la meilleure piste de la course. Le roi de Suède Gustave V, qui assiste à la finale, est « furieux », et exprime son soutien à l'équipe du New College, amenant celle-ci à concourir dès lors aux couleurs pourpre et or de la dynastie régnante de Suède. L'exclamation de Robert Bourne à la fin de la course (« God damn bloody Magdalen! ») devient par ailleurs une formule consacrée pour le New College Boat Club, et figure dès lors sous la forme d'acronyme (GDBM) sur son en-tête,,.

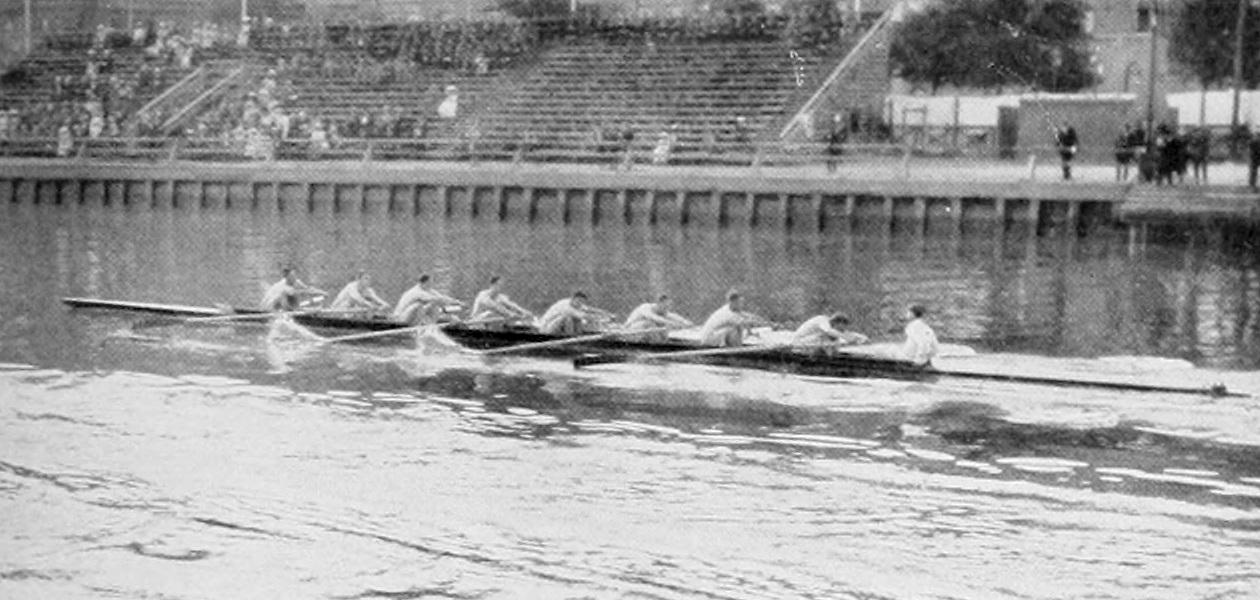
Robert Bourne (en position de chef de nage, deuxième en partant de la droite, face au barreur) et ses coéquipiers du New College, lors de la finale de l'épreuve de huit aux Jeux olympiques de Stockholm.

Devenu barrister (avocat) à l'issue de ses études, Robert Bourne est sous-lieutenant dans le premier bataillon du régiment d'infanterie du Herefordshire durant la Première Guerre mondiale. Il est blessé au poumon et a la main mutilée lors du débarquement dans la baie de Suvla durant la bataille des Dardanelles en août 1915. 
Juge de paix dans le Herefordshire après la guerre, il entre en politique et est élu député d'Oxford, sous les couleurs du Parti conservateur, à l'occasion d'une élection législative partielle en juin 1924. Il devient l'un des vice-présidents de la Chambre des communes en 1931, et est apprécié par les députés de tous les partis dans l'exercice de cette fonction. Pressenti pour la présidence, il meurt subitement en août 1938 lors d'une promenade sur les brandes de l'Argyll, en Écosse,.